# Station Warblington
Warblington is een spoorwegstation van National Rail in Havant in Engeland. Het station is eigendom van Network Rail en wordt beheerd door Southern. 